# Călărași, Botoșani
Călărași este satul de reședință al comunei cu același nume din județul Botoșani, Moldova, România. Este situat la 60 de km sud-est de municipiul Botoșani și la 65 km nord de Iași în sud-estul județului.

## Istoric
Istoria satului Călărași este strâns legată de bătrânul sat Ciornohal, înființat în anul 1821, și cu care formează un  singur trup. În anul 1879, Guvernul a trimis un inginer, pe nume Neculcea, care a măsurat și parcelat moșia Ciornohal și a mărit satul cu încă trei sute de locuitori, veniți din alte comune și care erau lipsiți de pământ.
Satul înființat în 1880 cu noii împroprietăriți însurăței, pe moșia Ciornohal. Avea o suprafață de 1436 hectare și o populație de 193 familii, cu 10-12 suflete. Locuitorii din acest sat au venit din comunele Salcea și Călinești din plasa Siret, cei mai mulți fiind la origine ruși.
Comisia de împroprietărire compusă din inginerul Neculcea, din reprezentantul Județului, pe nume Caruz, precum și primarul comunei, au avut cu împreună cu ei un însoțitor, un soldat călare (călăraș),de unde a venit și denumirea noului sat –Călărași.

## Biserica
Biserica din satul Călărași este începută în anul 1901 și se sfințește în anul 1905.Biserica este zidită din piatră și cărămidă, fiind acoperită cu tablă.Zidurile bisericii sunt formate din două părți de zidărie, la mijloc fiind umplute cu pământ.
Ctitorii bisericii sunt boierii moșiei Ringhilești: Gheorghe, Jan și Bogdan Goilav, precum și pe locuitorii satului Călărași în frunte cu preotul lor paroh- Alexandru Băncilă.
Biserica este mare, monumentală, în formă de navă, cu turn mare pătrat, unde se află clopotnița, fiind împărtită în patru încăperi: pridvor, pronaos, naos și altar.În toate sunt picturi murale executate în stil bizantin.Între pronaos și naos, pe stâlpi de cărămidă de formă pătrată, tencuiți și vopsiți în ulei, în culori imitând marmora, se reazemă cafasul bisericii, mare și încăpător.Bolțile bisericii sunt vopsite în ulei, având picturi astfel: în pronaos cerul cu stele;în naos cei patru evangheliști la colțuri și Mântuitorul Iisus Hristos la mijloc, înconjurați de stele;în altar Sfânta Treime. Catapeteasma este sculptată în lemn de tei, cu frunze de stejar și alte motive florale,acoperite cu foiță de aur. Pictura icoanelor de pe catapeteasmă este executată în stil neobizantin, însă nu se cunoaște numele pictorului. Biserica nu posedă obiecte de valoare artistică sau istorică.
Datorită temeliei slabe, precum și infiltrărilor de apă, pereții bisericii au prezentat cu timpul fisuri și exfolieri. Lucrări de restaurare s-au efectuat în anul 1936, subzidindu-se temelia de beton la altar, punându-se și trei contraforturi.În anul 1957 biserica a fost legată cu o centură de beton armat în partea de sud, imediat sub cupolă, de jur împrejur.În vara anului 1967, sub conducerea preotului paroh Vasile Codău s-au executat lucrări de consolidare și reparație a bisericii.În anul 1999, sub păstorirea preotului paroh Dumitru Codău și prin sprijinul credincioșilor din sat, s-au efectuat ample lucrări de consolidare a bisericii și de refacere a picturii, aflată într-o stare avansată de deteriorare.Biserica a fost resfințită la data de 22 august 1999 de către Înalt Prea Sfinția Sa Daniel, Mitropolit al Moldovei și Bucovinei.
Din anul 2004 parohia este păstorită de către preotul paroh Pădurariu Ioan. 